# Siegfried Schenke
Siegfried Schenke (* 6. Mai 1943 in Sitzendorf) ist ein deutscher Leichtathlet und Olympiateilnehmer, der – für die DDR startend – bei den Europameisterschaften 1974 in Rom die Bronzemedaille mit der 4-mal-100-Meter-Staffel der DDR gewann. Er startete auch bei den Europameisterschaften in Helsinki und bei den Olympischen Spielen 1972 in München.

## Starts bei internationalen Höhepunkten im Einzelnen
- 1971, Europameisterschaften: jeweils Platz vier im 100-Meter-Lauf (10,4 s) und im 200-Meter-Lauf (20,7 s)
- 1972, Olympische Spiele: Platz sechs im 200-Meter-Lauf (20,56 s); Platz fünf mit der 4-mal-100-Meter-Staffel der DDR
- 1974, Europameisterschaften: Platz drei mit der 4-mal-100-Meter-Staffel der DDR (38,99 s; zusammen mit Hans-Jürgen Bombach, Manfred Kokot und Michael Droese)

Siegfried Schenke startete zunächst für den SC DHfK Leipzig, später für den SC Motor Jena. In seiner aktiven Zeit war er 1,80 m groß und 68 kg schwer.